# Чимхова
Чимхова (слч. Čimhová) насељено је мјесто са административним статусом сеоске општине (слч. obec) у округу Тврдошин, у Жилинском крају, Словачка Република.

## Становништво
| Година:    | 1994. | 2004.   | 2014.   | 2024.   |
| ---------- | ----- | ------- | ------- | ------- |
| Број људи: | 596   | 648     | 678     | 681     |
| Разлика:   |       | +8,72 % | +4,62 % | +0,44 % |

| Година:    | 2023. | 2024.   |
| ---------- | ----- | ------- |
| Број људи: | 672   | 681     |
| Разлика:   |       | +1,33 % |

Према подацима о броју становника из 2024. године насеље је имало 681 становника.